# Craig T. James

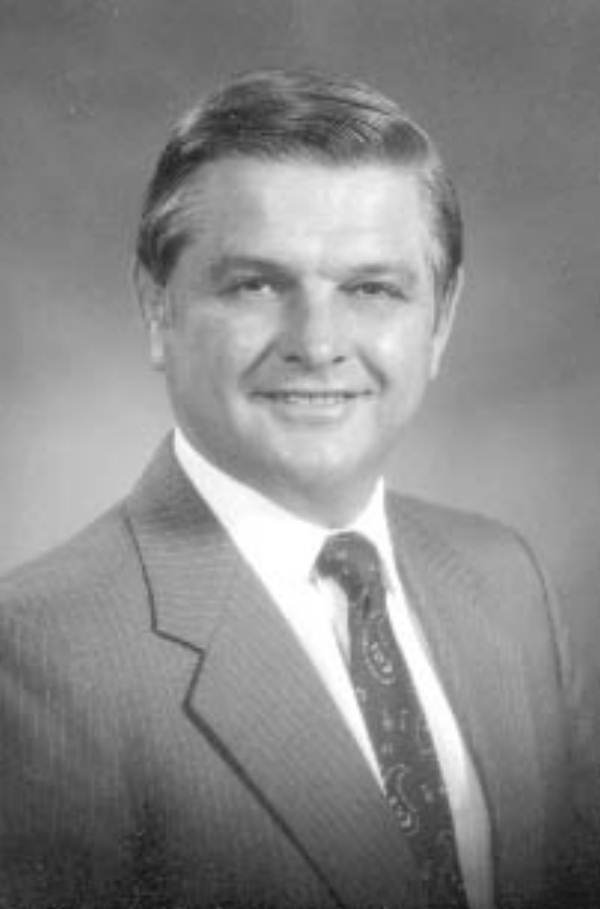
Craig T. James

Craig T. James (* 5. Mai 1941 in Augusta, Georgia) ist ein US-amerikanischer Politiker. Zwischen 1989 und 1993 vertrat er den Bundesstaat Florida im US-Repräsentantenhaus.

## Werdegang
Craig James besuchte bis 1959 die Deland High School in Florida. Danach studierte er bis 1963 an der Stetson University. Zwischen 1963 und 1969 diente er in der Nationalgarde und in der Reserve der US Army. Nach einem Jurastudium an der Stetson University und seiner im Jahr 1967 erfolgten Zulassung als Rechtsanwalt begann er in DeLand in seinem neuen Beruf zu arbeiten. Zwischen 1971 und 1975 arbeitete er im Wohnungswesen dieser Stadt.
James wurde Mitglied der Republikanischen Partei. Bei den Kongresswahlen des Jahres 1988 wurde er im vierten Wahlbezirk von Florida in das US-Repräsentantenhaus in Washington, D.C. gewählt, wo er am 3. Januar 1989 die Nachfolge von William V. Chappell antrat. Nach einer Wiederwahl im Jahr 1990 konnte er bis zum 3. Januar 1993 zwei Legislaturperioden im Kongress absolvieren.
Im Jahr 1992 verzichtete Craig James auf eine weitere Kandidatur. Nach seinem Ausscheiden aus dem US-Repräsentantenhaus hat er keine weiteren höhere politischen Ämter mehr bekleidet.